# رود بورن، کنت
TQ 664 477]|length=۱۰-مایل (۱۶-کیلومتر)|elevation=249 feet (76 m)|mouth_elevation=۴۲ فوت (۱۳ متر) |مختصات=۵۱°۱۲′۱۵″شمالی ۰°۲۲′۵۹″شرقی / ۵۱٫۲۰۴۲°شمالی ۰٫۳۸۳۰°شرقی

رودخانه‌های کنت

رودخانه بورن رودی است که در کنت و Ightham جریان دارد و به رود مدوی می‌پیوندد. طول این رود ۱۶ کیلومتر (۱۰ مایل) می‌باشد.